# محمد زنيبر
محمـد زنيبـر 1923 - 1993)، هو كاتب قصاص ومؤرخ مغربي.
ولد في 3 أغسطس 1923  بمدينة سلا، حصل على دكتوراه السلك الثالث من باريس سنة 1967.
اشتغل أستاذا جامعيا بكلية الآداب والعلوم الإنسانية بالرباط إلى أن وافته المنية سنة 1993
انضم إلى اتحاد كتاب المغرب منذ تأسيسه وانتخب عضوا في المكتب المركزي المنبثق عن المؤتمر الثالث المنعقد في دجنبر 1970. ساهم في الإشراف على تحرير مجلة "الثقافة المغربية"، كما أنه عضو في الهيئة الاستشارية لمجلة « الكتاب المغربي » .

## من مؤلفاته
- الهواء الجديد: قصة، دار النشر المغربية، الدار البيضاء، 1971. 
 (صدرت طبعات أخرى من الكتاب نفسه عن الدار نفسها في سنوات 1983، 1984، 1985)
- الشابل: مسرحية، دار النشر المغربية، الدار البيضاء، 1975.
- خطوات التيه: قصة، دار النشر المغربية، البيضاء، 1986.
- صفحات من الوطنية المغربية: من الثورة الريفية إلى الحركة الوطنية، دار النشر المغربية، الدار البيضاء، 1990.
- عروس أغمات، دار النشر المغربية، الدار البيضاء، 1991.
- الإسلام من الانطلاقة الأولى إلى نهاية الدولة الأموية: من 13 ق هـ إلى 132 هـ، الرباط، مطابع المغرب الكبير، 1973 (باللغتين العربية والفرنسية)
- الدولة الإسلامية الكبرى في ظل الخلافة العباسية: نصوص تاريخية مختارة / جمعها، رتبها، بوبها بشرح أحد النصوص النموذجية محمد زنيبر، دار النشر المغربية، الدار البيضاء، 1984 (باللغتين العربية والفرنسية)
- فرانز فانون أو معركة الشعوب المتخلفة / محمد زنيبر، مولود معمري ومحمد برادة، دار الكتاب، الدار البيضاء.
- البيان المغرب في أخبار الأندلس والمغرب: قسم الموحدين / ابن عذاري المراكشي، تحقيق محمد إبراهيم الكتاني، محمد بن تاويت، محمد زنيبر وعبد القادر زمامة، الجمعية المغربية للتأليف والترجمة والنشر، الرباط، دار الثقافة، البيضاء، 1985دار الغرب الإسلامي، بيروت، 1985 .
- إفريقيا/ تأليف مارمول كربخال، ترجمة محمد حجي، محمد زنيبر، محمد الأخضر، أحمد بن جلون، ثلاثة أجزاء، دار نشر المعرفة الرباط، 1989.
- بين صوتين، رواية.